# بهاءالدوله رازی
بهاءالدوله رازی(۸۶۰–۹۱۵)، پزشک و صوفی ایرانی در قرن نهم و دهم هجری است که با توجه به اینکه پزشک مشهوری بود و یکی از بنیان‌گذاران جریان صوفی گرایانه در پزشکی بود در امور سیاسی هم دستی داشت و برای تشکیل حکومت صفویه مدتی به شاه اسماعیل صفوی پیوست. او متولد قریه طرشت در شهر ری (تهران) است. و بعد از سفرهای متعدد و نگارش آثار متنوع در حوزه پزشکی و تصوف در آذربایجان پس از دو سه سال اقامت در آذربایجان "حَسب اقتضاء قضا مؤاخذه شده" و درگذشت.

## نسب خانوادگی
بهاء الدوله پی رو طریقت نوربخشیه بود و نسب او به بنیانگذار این طریقت یعنی سیدمحمد نوربخش (۷۹۵–۸۶۹) می‌رسد. اما تمرکز او بیشتر بر علم پزشکی بود. در طبیعیات قدیم علم پزشکی جزء فروع طبیعیات محسوب می‌گردید.

## روش او در پزشکی
او در حوزه پزشکی اعتقاد به تجربه داشت. فی الواقع پس از ابن سینا، نظام دانشی پزشکی ایرانی تحت تأثیر اندیشه‌های استدلالی او قرار گرفته بود و دارای یک ساختار حکمت آمیز و متأثر از اندیشه‌های یونان و روم قرار داشت و پزشکان پس از او اغلب برای نشان دادن تبحر خود اقدام به نوشتن شرح بر قانون می‌نمودند. سنت سینوی که بیشتر مبتنی بر استدلال بود درست پس از سنت رازی که یک تجربه گرا در امر پزشکی بود در حوزه طب ایرانی به وجود آمده ولی در عمل سنت تجربه گرایی رازی را به حاشیه راند. بها الدوله نه تنها سنتی را که رازی پیش از ابن سینا مستقر کرده بود را دوباره احیاء کرد بلکه راه را برای توسعه پزشکی صوفیانه نیز باز کرد. کتاب معروف او با عنوان خلاصه التجارب به همین دلیل صاحب این عنوان شده‌است.
او برای اولین بار استفاده از روده گربه را برای بخیه زدن پیشنهاد می‌دهد و آنرا به کار می‌گیرد و با این کار بخیه‌های جذب شنونه را اختراع می‌نماید. او اولین گزارش در مورد سفلیس را به وجود می‌آورد که از /ان به عنوان بیماری آتشک نام می‌برند. کار با ارزش دیگر او تهیه گزارش مفصل در مورد سیه سرفه است. باید در نظر داشت که نخستین اثر منتشر شده دربارهٔ سیاه سرفه در اروپا به سال ۱۶۷۴م / ۱۰۸۲ه‍.ق (بیش از صد سال پس از بهاءالدوله) توسط ویلیس (Willis) بازمی‌گردد. مطالعات بهاء الدوله در مورد سیستم ایمنی بدن او را به اولین پزشکی که در این زمینه مطالعات خود را منتشر کرده‌است تبدیل کرده‌است. او دربارهٔ زکام‌های ناشی از حساسیت نسبت به گردهٔ گل‌ها (Hay Fever) نیز مطالبی به رشتهٔ تحریر درآورده که سال‌ها پس از او در اروپا، بوسیلهٔ بوتالو (Bottalo) متنی منتشر گردید.

### جریان تصوف در طب ایرانی
پس از حمله مغول یک جریان صوفیانه پرقدرت در سرزمینهای اسلامی گسترده شد. فروپاشی نظام خلافت محور که پادشاهان می‌بایست مشروعیت خود را از بغداد می‌گرفتند فروپاشید و امکان تضارب آرا فراهم شد. این سنت در تیموریان نیز ادامه یافت و زمینه ظهور تشیع و تصوف و تأسیس خانقاه‌های متعدد را فراهم آورد. فضای به وجود آمده در حوزه طب نیز نفوذ پیدا کرد و روشهای شمنی، و صوفی گرایانه در حوزه پزشکی وارد شد. اعتقاد به قدرت اعداد، تعویضات، تأثیر آیات و روایات بر بیماری‌ها گسترش یافت. نمونه این گرایش‌ها را می‌توان در کتاب «تذکرة اولی الالباب و الجامع للعجب العجاب»داود انطاکی (۱۰۰۷ یا ۱۰۰۸ق۱۵۹۸/ یا ۱۵۹۹م) که در دو بخش تهیه شده‌است مشاهده کرد که بخش دوم کتاب به تأثیرات حرکت کواکب و ادعیه بر بیماری‌ها می‌پردازد و ابن سینا را به دلیل نادیده گرفتن این موضوعات مورد نقد قرار داده‌است. اوج جریان تصوف در پزشکی کتاب «حقایق الطب»تألیف محمد کریم خان کرمانی (۱۲۲۵–۱۲۸۸ ق) است که سعی می‌کند دانش پزشکی را به نجوم، کیمیا، علوم غریبه و .. پیوند بزند. شاید بتوان پایه‌گذار این جریان تصوف در پزشکی را بهاءالدوله رازی و کتاب هدیه الخیر او دانست.

## آثار
خلاصة التجارب یک کتاب پزشکی است که ب زبان فارسی به نسبت روان در ۹۰۷ در قریه طرشت ری به رشته تحریر درآمده است. این کتاب حاوی حدود ۰۰۰، ۳۵۰ کلمه و در ۲۸ باب نوشته شده و نویسنده در بسیاری از موارد به شرح و گزارش معالجات خود، پدرش و دیگر پزشکان پرداخته‌است و بارها از پزشکان بزرگ گذشته چون بقراط، جالینوس، ثابت بن قرّه، رازی، ابن سینا، سیداسماعیل جرجانی، و نیز پزشکان ماهر هم عصر خویش ـ مثلاً پزشکی به نام امیره در قزوین
هدیه الخیر در اصل باب دوم کتاب خلاصة التجارب است و در آن به روایت و شرح چهل حدیث در عرفان و به زبان فارسی می‌پردازد. می‌توان بهاء الدوله را وضع کننده کلمه طب اسلامی دانست.

## مطالعه بیشتر
- تاجبخش، حسن (۱۳۷۵). «بهاءالدوله رازی، آخرین پزشک بزرگ ایران». فرهنگستان علوم (۴): ۴۷-۵۶.